# Ephraim George Squier
Ephraim George Squier (1821-1888) est un journaliste, géographe, ethnologue, explorateur, diplomate et archéologue américain, qui a contribué à l'intérêt de ses compatriotes pour l'histoire et la vie politique de l'Amérique centrale.

## Biographie
Né à Bethléem, près de New York, le 17 juin 1821, Ephraim George Squier travailla d'abord comme reporter dans des journaux de New York et du Connecticut puis s'installa dans l'Ohio au milieu des années 1840, où il devient l'éditeur de la Scioto Gazette. En 1847, il travaille comme employé de la chambre des représentants de l'Ohio. Il devient l'ami Edwin Davis, un spécialiste des monticules funéraires indiens, et l'aide dans ses recherches et découvertes. En 1851, tous deux publient leurs recherches dans l'ouvrage les Anciens Monuments de la vallée du Mississippi (Washington, 1848, in-4). 
Il décide ensuite de travailler en tant qu'archéologue sur l'histoire de l'Amérique précolombienne, via des études de terrain sur la géologie et l'ethnographie du Nicaragua et du Honduras. Il est alors désigné par Washington comme chargé d'affaires des États-Unis en Amérique centrale, chargé de trouver des solutions aux difficultés qui avaient éclaté entre les petites républiques de cette région, les États-Unis et l'Angleterre, au moment où le projet de canal du Nicaragua évoque la possibilité de percer un canal entre l'océan Atlantique et l'océan Pacifique.
Plus tard, il entame un séjour au Pérou en 1868, comme commissaire de l'Union. Il est mort à New York le 17 avril 1888.